# العلاقات الجامايكية الكوبية
العلاقات الجامايكية الكوبية هي العلاقات الثنائية التي تجمع بين جامايكا وكوبا.

## مقارنة بين البلدين
هذه مقارنة عامة ومرجعية للدولتين:
| وجه المقارنة                                              | جامايكا       | كوبا                              |
| --------------------------------------------------------- | ------------- | --------------------------------- |
| المساحة (كم2)                                             | 10.99 ألف     | 109.88 ألف                        |
| عدد السكان (نسمة)                                         | 2.95 مليون    | 11.48 مليون                       |
| الكثافة السكانية (ن./كم²)                                 | 268.43        | 104.48                            |
| العاصمة                                                   | كينغستون      | هافانا                            |
| اللغة الرسمية                                             | لغة إنجليزية  | اللغة الإسبانية                   |
| العملة                                                    | دولار جامايكي | بيزو كوبي، بيزو كوبي قابل للتحويل |
| الناتج المحلي الإجمالي (بليون دولار)                      | 14.77 مليار   | 87.13 مليار                       |
| الناتج المحلي الإجمالي (تعادل القوة الشرائية) بليون دولار | 24.79 مليار   |                                   |
| الناتج المحلي الإجمالي الاسمي للفرد دولار أمريكي          | 5.23 ألف      |                                   |
| الناتج المحلي الإجمالي للفرد دولار أمريكي                 | 8.88 ألف      |                                   |
| مؤشر التنمية البشرية                                      | 0.719         | 0.769                             |
| رمز المكالمات الدولي                                      | +1876         | +53                               |
| رمز الإنترنت                                              | .jm           | .cu                               |
| المنطقة الزمنية                                           | 00            | 00                                |

## مدن متوأمة
في ما يلي قائمة باتفاقيات التوأمة بين مدن جامايكية وكوبية:
- ترتبط مونتيغو باي مع سانتياغو دي كوبا باتفاقية توأمة.

## منظمات دولية مشتركة
يشترك البلدان في عضوية مجموعة من المنظمات الدولية، منها:
| علم المنظمة | اسم المنظمة                                                          | تاريخ انضمام جامايكا | تاريخ انضمام كوبا |
| ----------- | -------------------------------------------------------------------- | -------------------- | ----------------- |
|             | يونسكو                                                               | 7 نوفمبر 1962        | 29 أغسطس 1947     |
|             | منظمة حظر الأسلحة الكيميائية                                         | ?                    | ?                 |
|             | منظمة التجارة العالمية                                               | ?                    | ?                 |
|             | وكالة حظر الأسلحة النووية في أمريكا اللاتينية ومنطقة البحر الكاريبي ‏ | ?                    | ?                 |
|             | الاتحاد البريدي العالمي                                              | ?                    | ?                 |
|             | منظمة الشرطة الجنائية الدولية                                        | ?                    | ?                 |
|             | الأمم المتحدة                                                        | 18 سبتمبر 1962       | 24 أكتوبر 1945    |
|             | الاتحاد الدولي للاتصالات                                             | 18 فبراير 1963       | 16 يناير 1918     |
|             | المنظمة الهيدروغرافية الدولية                                        | ?                    | ?                 |
|             | مجموعة دول أفريقيا والكاريبي والمحيط الهادئ                          | ?                    | ?                 |
|             | تحالف الدول الجزرية الصغيرة                                          | ?                    | ?                 |

## وصلات خارجية
- موقع وزارة الخارجية الجامايكية
- موقع وزارة الخارجية الكوبية